# Paramimistena duplicata
Paramimistena duplicata är en skalbaggsart som beskrevs av Holzschuh 1989. Paramimistena duplicata ingår i släktet Paramimistena och familjen långhorningar.
Artens utbredningsområde är Sri Lanka. Inga underarter finns listade i Catalogue of Life.